# كوتا تيراماي
كوتا تيراماي (باليابانية: 寺前 光太) (مواليد 9 يوليو 1995) هو لاعب كرة قدم ياباني.

## وصلات خارجية
- كوتا تيراماي على موقع رابطة كرة القدم اليابانية للمحترفين (اليابانية)
- كوتا تيراماي على موقع Soccerway.com (الإنجليزية)